# Cynisca Cycling
Das Team Cynisca Cycling ist ein US-amerikanisches Radsportteam im Frauenradsport mit Sitz in Bloomington.

## Organisation und Geschichte
Das Team wurde 2023 neu gegründet und ist als UCI Women’s Team lizenziert. Das Team entstand in Kooperation mit dem US-amerikanischen Radsportverband und hat das Ziel, mit Blick auf die Olympische Sommerspiele 2028 in Los Angeles den US-amerikanischen Frauenradsport zu fördern und Talente zu entwickeln. Neben US-amerikanischen Fahrerinnen sind jedoch auch weitere Nationen im Team vertreten. Bekannteste ehemalige Fahrerin des Teams ist Lauren Stephens, die 2024 am Ende ihrer Laufbahn eine Saison für das Team fuhr.
Bereits im zweiten Rennenüberhaupt fuhr Emilie Fortin mit ihrem Erfolg bei der Clásica de Almería 2023 den ersten Sieg für das Team ein. Eine Saison später konnte das Team 10 Saisonerfolge seinem Palmarès hinzufügen.
Im Juli 2023 fiel das Team beim 2 Districtenpijl durch einen ungewöhnlichen Betrugsfall auf: Da das Team nicht – wie vom UCI-Reglement vorgeschrieben – fünf Fahrerinnen zur Verfügung hatte, wurde eine als Sportlerin verkleidete Mechanikerrin zur Einschreibung geschickt.

## Saison 2025
Mannschaft
| Teamkader 2025                    | Teamkader 2025     | Teamkader 2025     | Teamkader 2025                                |
| Name                              | Geburtsdatum       | Land               | Vorheriges Team                               |
| --------------------------------- | ------------------ | ------------------ | --------------------------------------------- |
| Kayla Davis                       | 11. Dezember 2002  | Vereinigte Staaten | Israel-Premier Tech Roland Development (2023) |
| Tess Edwards                      | 17. August 2001    | Vereinigte Staaten |                                               |
| Heidi Franz                       | 14. Januar 1995    | Vereinigte Staaten | Lifeplus Wahoo (2024)                         |
| Alexis Magner                     | 18. September 1994 | Vereinigte Staaten | L39ION of Los Angeles (2023)                  |
| Allison Mrugal                    | 21. Juli 1996      | Vereinigte Staaten | Sopela Women's Team (2023)                    |
| Caoimhe O'Brien                   | 17. April 2002     | Irland             | DAS-Hutchinson-Brother UK (2024)              |
| Chloe Patrick                     | 31. Oktober 2004   | Vereinigte Staaten |                                               |
| Febe Poppe                        | 14. Juli 2000      | Belgien            | Proximus-Cyclis CT (2024)                     |
| Natalie Quinn (20. Mär.–31. Dez.) | 23. Dezember 2001  | Vereinigte Staaten | EF-Oatly-Cannondale (2024)                    |
| Kaitlyn Rauwerda                  | 20. April 2000     | Kanada             | DNA Pro Cycling (2024)                        |
| Katja Verkerk                     | 25. Dezember 2003  | Kanada             |                                               |
|                                   |                    |                    |                                               |
| Quelle: ProCyclingStats           |                    |                    |                                               |

 Erfolge
| Siege | Siege  | Siege | Siege  | Siege  | Siege |
| Datum | Rennen | Staat | Klasse | Sieger |       |
| ----- | ------ | ----- | ------ | ------ | ----- |

## Bisherige Saisonerfolge
| Rennserie                 | 2023 | 2024 |
| ------------------------- | ---- | ---- |
| UCI Women’s WorldTour     | -    | -    |
| andere UCI-Rennen         | 1    | 7    |
| nationale Meisterschaften | -    | 3    |

## Platzierungen in der UCI-Weltrangliste
UCI World Ranking
| UCI Ranking | UCI Ranking | UCI Ranking            | UCI Ranking |
| Jahr        | Teamwertung | Einzelwertung          |             |
| ----------- | ----------- | ---------------------- | ----------- |
| 2023        | 51.         | Emilie Fortin (189. )  |             |
| 2024        | 24.         | Lauren Stephens (43. ) |             |
| 2025        | —           | —                      |             |
|             |             |                        |             |
| Quelle: UCI |             |                        |             |